# San Secondo di Pinerolo
San Secondo di Pinerolo (Piedmontese: San Second; Occitan: Seisound) là một đô thị ở tỉnh Torino trong vùng Piedmont, có vị trí cách khoảng 40 km về phía tây nam của Torino, nước Ý.
San Secondo di Pinerolo giáp các đô thị: Pinerolo, San Germano Chisone, Porte, Prarostino, Osasco, và Bricherasio.
GPS = Latitude: 44.8674584119754, Longitude: 7.29947090148926